# رامون مالا کال
رامون مالا کال (انگلیسی: Ramon Malla Call; زاده ۴ سپتامبر ۱۹۲۲ – درگذشته ۱۸ آوریل ۲۰۱۴) کشیش کاتولیک و سیاستمدار اهل اسپانیا بود.
رامون مالا کال در ۱۸ آوریل ۲۰۱۴، در سن ۹۱ سالگی درگذشت.